# Razzi fantasma

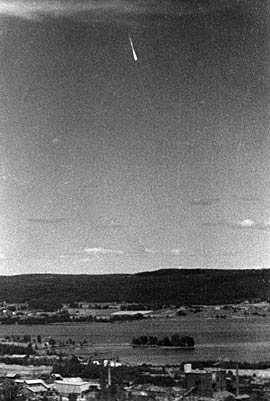
Fotografia di un razzo fantasma (o di una meteora) scattata in Svezia il 9 luglio 1946

Razzi fantasma è la definizione data a misteriosi oggetti a forma di razzo che furono osservati tra il mese di febbraio e il mese di dicembre del 1946 nei cieli della Svezia e dei Paesi vicini della Scandinavia.
I razzi fantasma vennero descritti nella maggior parte dei casi come oggetti di forma affusolata, con fiamme arancione che si sviluppavano dalla parte posteriore. Furono riferiti circa 2.000 avvistamenti e 200 di essi vennero riscontrati dai radar.
Su tali  avvistamenti vennero svolte indagini e gli investigatori conclusero che la maggior parte di essi erano probabilmente causati da meteore; a riprova di questa ipotesi, venne rilevato che gli avvistamenti furono segnalati soprattutto di notte e il picco di osservazioni dei razzi fantasma si verificò tra il 9 e il 16 agosto, in coincidenza dello sciame delle Perseidi. Tuttavia, fu osservato che in molti casi i razzi fantasma furono avvistati anche nei periodi dell'anno in cui non erano presenti sciami di meteore; inoltre alcune caratteristiche di questi oggetti (come le traiettorie) non erano compatibili con quelle delle meteore. Venne pertanto avanzata l'ipotesi che si trattasse di prove di lancio di missili tedeschi V1 e V2 effettuate dall'Unione Sovietica dalla base di Peenemünde, che era caduta in mani sovietiche. Per questo motivo, l'Esercito Svedese stabilì una direttiva che vietava ai giornali di rivelare la precisa localizzazione degli avvistamenti di razzi fantasma e le notizie riguardanti la traiettoria e la velocità degli oggetti, perché tali informazioni potevano essere utili a chi aveva effettuato il lancio dei missili.
Un documento declassificato nel 1997 rivela che alcuni investigatori militari svedesi ipotizzarono all'epoca che i razzi fantasma potevano essere di origine extraterrestre.
Le osservazioni di razzi fantasma non avvennero solo in Scandinavia, ma si verificarono anche in nazioni dell'Europa del sud e dell'Africa del nord. In Grecia i razzi fantasma furono avvistati nella zona di Tessalonica. In seguito a ciò, il governo greco formò una commissione d'indagine guidata dal fisico Paul Santorini, che aveva preso parte al progetto Manhattan. Nel 1967, Santorini ha rivelato che la commissione aveva stabilito che quelli osservati sulla Grecia non erano razzi, ma prima che potesse fare ulteriori indagini l'Esercito Greco, dopo colloqui con ufficiali statunitensi, ordinò di interrompere l'indagine. Secondo Santorini, il segreto fu imposto perché i militari temevano di dovere ammettere la presenza di una tecnologia superiore contro cui non c'era possibilità di difesa.
Il dibattito sulla reale natura dei razzi fantasma continua ancora oggi. Alcuni scettici, tra cui il giornalista scientifico Robert Sheaffer, hanno avanzato l'ipotesi che gli avvistamenti di razzi fantasma non riconducibili a meteore si possano spiegare con scie di condensazione provocate da voli di aerei ad alta quota. Sheaffer ha fatto notare che nel 1946 la gente non aveva familiarità con questo fenomeno e pertanto poteva scambiare facilmente una scia di condensazione per la traccia di un razzo.